# Advances in Clinical and Experimental Medicine
Advances in Clinical and Experimental Medicine es una revista médica mensual de acceso abierto, revisada por pares, publicada por Wroclaw Medical University Press que cubre todos los aspectos de la medicina clínica y experimental. 
Publica artículos originales, investigaciones en curso, cartas de investigación, revisiones sistemáticas y metanálisis. La editora en jefe es Donata Kurpas (Universidad Médica de Wroclaw).

## Historia
La revista se estableció en 1992 como Postępy Medycyny Klinicznej i Doświadczalnej , obteniendo su nombre actual en 1998. El primer editor en jefe fue Bogumił Halawa (1992–1997). Le sucedió Leszek Paradowski (1997-1999). La siguiente editora en jefe de la revista fue Antonina Harłozińska-Szmyrka (2000–2005), seguida de Leszek Paradowski (2006–2007), Maria Podolak-Dawidziak (2008–2016) y Maciej Bagłaj (2017–2020). Donata Kurpas es editora en jefe de la revista desde 2020.

## Resumen e indexación
La revista está resumida e indexada en Embase, Index Medicus / MEDLINE / PubMed, Science Citation Index Expanded,  y Scopus. Según Journal Citation Reports, la revista tiene un factor de impacto de 1,727 en 2020.

## Métricas de revista
2022
- Web of Science Group : 1,727
- Índice h de Google Scholar: 33
- Scopus: 1,7